# Молина Атерно
Молина Атерно (итал. Molina Aterno) је насеље у Италији у округу Л'Аквила, региону Абруцо.
Према процени из 2011. у насељу је живело 401 становника. Насеље се налази на надморској висини од 495 м.

## Становништво
Према резултатима пописа становништва 2011. у општини је живело 419 становника.
| 1931. | 1936. | 1951. | 1961. | 1971. | 1981. | 1991. | 2001. | 2011. |
| ----- | ----- | ----- | ----- | ----- | ----- | ----- | ----- | ----- |
| 972   | 940   | 909   | 783   | 722   | 653   | 554   | 463   | 419   |